# James Lister
James Lister, detto Jim (Dallas, 12 luglio 1951 – Fort Worth, 2010), è stato un cestista statunitense, professionista in Europa.
Era il fratello di Alton Lister.

## Carriera
Dopo quattro anni alla Sam Houston State University è stato selezionato dai Cleveland Cavaliers al terzo giro del Draft NBA 1973 (41ª scelta assoluta), ma non ha mai giocato nella NBA.

## Palmarès
- Campionato olandese: 2

EBBC Den Bosch: 1978-79, 1979-80